# Jens Bratlie
Jens Kristian Meinich Bratlie (Nordre Land, 17 januari 1856 - Oslo, 15 september 1939) was een Noors jurist en politicus voor de conservatieven. Bratlie was voorzitter van zijn partij in 1911-1919 en was premier van Noorwegen in 1912-1913.